# Алла бреве

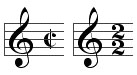
Обозначение размера алла бреве.

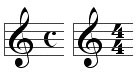
Обозначение размера четыре четверти.

Алла бреве (итал. alla breve, наскоро, короче, кратким способом) — музыкальный термин; обозначение тактового размера. Подразумевается быстрое исполнение четырёхдольных метров, в которых счёт ведется не четвертями, а половинными нотами, то есть «» или «».
В древней музыке brevis называлась двойная полная нота; поэтому alla breve обозначает в виде надписи над музыкальной пьесой двойное ускорение движения и показывает, что такт должно считать не по четвертным, а по половинным нотам. Знак для такта алла бреве — перечёркнутое «C».
В старинной музыке (итальянские церковные произведения XV—XVII веков) термин мог толковаться довольно спорно.